# Caso Mariana Ferrer
Caso Mariana Ferrer é como ficaram conhecidas as acusações de agressões sexuais, incluindo estupro, atribuídas ao empresário André de Camargo Aranha e que teriam sido praticadas contra a modelo e blogueira Mariana Ferrer. De acordo com os relatos da vítima, o estupro teria ocorrido em dezembro de 2018 no clube Café de La Musique, em Florianópolis, Santa Catarina, onde trabalhava como embaixadora. O caso ganhou atenção a partir dos relatos da própria vítima em seu perfil na rede social Instagram.
O caso voltou a tona em novembro de 2020 com uma matéria do jornal The Intercept Brasil, que denunciava o modo brutal e humilhante com o qual o advogado de defesa de André referia-se à vítima. A matéria também utilizava a expressão "estupro culposo", que viralizou nas redes sociais e gerou revolta.
Em julgamento em julho de 2021, André de Camargo Aranha foi inocentado por falta de provas. De acordo com o juiz, "não há como condenar o acusado por crime de estupro, quando os depoimentos de todas as testemunhas e demais provas (periciais) contradizem a versão acusatória." Mariana recorreu da decisão, mas a absolvição de André foi confirmada em outubro na segunda instância, por unanimidade.
Apesar do veredito desfavorável a Ferrer, a comoção gerada pelo caso resultou na criação da chamada "Lei Mariana Ferrer", que visa a coibir a humilhação de vítimas e de testemunhas no decurso dos processos judiciais.

## Julgamento
Em julho de 2019, o Ministério Público de Santa Catarina realizou a denúncia contra o empresário André de Camargo Aranha por estupro de vulnerável, já que a vítima alegava ter sido drogada e por este motivo não tinha condições de consentir com o ato sexual. André inicialmente afirmou nunca ter tido contato físico com a modelo, mas exames comprovaram que houve conjunção carnal (introdução completa ou incompleta do pênis na vagina), ruptura do hímen e foi encontrado sêmen de André nas roupas íntimas da vítima.
O julgamento foi encerrado em setembro de 2020, quando o réu foi absolvido pelo juiz Rudson Marcos, da 3ª Vara Criminal de Florianópolis, a pedido da promotoria, por falta de provas, uma vez que não foi possível provar acima da dúvida razoável que a vítima estava de fato vulnerável, já que o exame toxicológico acusou negativo para uso de drogas e álcool devido ao período coletado, e, das imagens de segurança do local e das imediações recolhidas (além do depoimento de diversas testemunhas) contradiziam a versão da vítima de que ela havia sido dopada. A vítima relata que segue a fim de justiça.

### Perícia científica
Gigi Barreto, uma perita criminal de Manaus, questionou em vídeo no Youtube o descarte das imagens das câmeras de segurança do Beach Club: "Eu estou sem conseguir acreditar que nem todas as imagens no Beach Club foram utilizadas simplesmente porque investigadores avaliaram como de qualidade baixa. Para isso que a Perícia Científica tem conhecimentos e programas específicos para otimizar o que dá para ser aproveitado!"

### Audiência
Na audiência de julgamento, o advogado de André, Cláudio Gastão da Rosa Filho, questionou fotos sensuais da vítima postadas em suas redes sociais.  Ao mostrar as fotos, o advogado comenta também "muito bonita, por sinal"; após, Mariana critica-o pelo comentário: "Muito bonita, por sinal, o senhor disse, né? O que é assédio moral contra mim. O senhor tem idade para ser meu pai. Tem que se ater aos fatos". Cláudio então responde "Eu jamais teria uma filha do seu nível. Graças a Deus. E também peço a Deus que meu filho não encontre uma mulher que nem você". O advogado também insinuou que Mariana queria com o caso apenas criar polêmica, para se destacar na mídia: "Ela não quer esclarecer nada. Ela não quer que isso termine. Ela quer curtir no Instagram. Ela vive disso, dessa farsa que ela montou".  Quando o advogado pede para ela apresentar as provas que dizia ter, como o vestido que havia usado, Mariana começa a chorar, balbuciando; Cláudio continua, no entanto: "Isso não é explicação. Não adianta vir com esse choro dissimulado, falso, e essas lágrimas de crocodilo". Neste momento, o juiz dá um momento para Mariana se recompor e adverte o advogado para manter o "bom nível".

### Absolvição do réu
Após a absolvição do réu, a Associação dos Magistrados Catarinenses (AMC) defendeu em nota a sentença do juiz.
No ConJur, professores criticaram o caso devido ao modo como o julgamento foi conduzido pelo juiz e o promotor. O jurista Lenio Streck afirmou que o vídeo da audiência "dá inveja aos filmes trash americanos sobre júri" e apontou que o juiz e promotor não foram imparciais no caso: "Advogado do réu humilhou a vítima. Foi estupro moral. E, por terem visto tudo aquilo e nada terem feito, juiz e promotor se tornaram suspeitos. Porque, ao nada fazerem para impedir o massacre da vítima, concordaram por omissão — provavelmente porque já tinham formado seu 'livre convencimento' de que o réu deveria ser absolvido. Juiz não é responsável pela audiência, afinal? Assim, a sentença jamais poderia ter sido exarada por esse juiz. Nem as alegações poderiam ser feitas pelo promotor. Simples assim."
Victória-Amalia de Sulocki, professora de Direito Penal e Direito Processual Penal da PUC-Rio disse que o juiz Rosa Filho ultrapassou "todos os limites, ferindo a dignidade de Mariana enquanto pessoa". A professora também apontou que Rudson Marcos deveria ter imediatamente interrompido a sessão, como ele não o fez, a audiência e todos os atos posteriores — incluindo a sentença — são considerados nulos: "Não dá para separar a sentença do que ocorreu naquela audiência. Como a sentença pode ter legitimidade, e até mesmo imparcialidade, se ela decorre do todo que está nos autos? Inclusive a sentença sequer relata o que aconteceu na oitiva de Mariana, demonstrando que este fato tão impactante é considerado 'normal' (...) [É] contaminada pela cultura machista presente no Poder Judiciário".
Na opinião da professora de Direito Penal e Direito Processual Penal da Universidade Federal Rural do Rio de Janeiro Marcela Miguens, todo o processo está nulo: "Ao permitir que a vítima fosse sujeitada a este tipo de inquirição, o juiz demonstra sua predisposição, comprometendo a imparcialidade e se tornando suspeito. A suspeição dá causa à nulidade do processo, considerada desde o primeiro ato de intervenção do juiz suspeito (...) o constrangimento e a humilhação [promovidos pelo advogado] retratam o escrutínio a que é submetida uma mulher que sofre violência de gênero, especialmente a violência sexual". "No caso, Mariana Ferrer é livremente ofendida, tem sua vida pessoal exposta e submetida a juízos morais, carregados de misoginia, que não possuem qualquer relação com a violência sexual que se pretendia apurar."

## Repercussão
O caso voltou a ganhar notoriedade em novembro de 2020, após divulgação de informações pelo site jornalístico The Intercept Brasil, com imagens referentes à audiência em que o acusado foi absolvido em razão do princípio in dubio pro reo.
A repercussão do caso, particularmente com vídeo publicado pelo The Intercept Brasil mostrar cenas do magistrado permitindo que a vítima sofresse ataques do advogado de defesa do réu durante o julgamento, provocou indignação pública, o que levou o Conselho Nacional de Justiça a abrir um processo disciplinar contra o juiz Rudson Marcos, após. Em resposta, o Ministério Público de Santa Catarina (MPSC) alegou que o vídeo publicado pelo The Intercept havia sido editado, cortando trechos nos quais o juiz e o promotor intervieram em favor da vítima após os excessos cometidos pelo advogado de defesa do réu, dando uma falsa impressão de omissão por parte do magistrado e do promotor. Com isso, o MPSC entrou com um pedido de quebra de sigilo processual para que o vídeo na integra fosse disponibilizado publicamente. Devido ao comportamento no caso, o juiz foi denunciado ao Conselho Nacional de Justiça.
Em 14 de novembro de 2023, o plenário do Conselho Nacional de Justiça aplicou a pena de advertência ao juiz Rudson Marcos.

### "Estupro culposo"
O The Intercept utilizou na matéria expressão "estupro culposo", o que gerou críticas pelo fato de o conceito não ter sido usado pela promotoria ou pelo juiz na sentença de absolvição do réu. Na própria matéria, o jornal se explicou por meio uma nota, afirmando que a expressão foi usada para "resumir o caso" a fim de "explicá-lo para o público leigo", o que era um artifício "usual ao jornalismo" e que "em nenhum momento o Intercept declarou que a expressão foi usada no processo".
Flávio Dino, o então governador do Maranhão e ex-juiz federal, afirmou que: "Em 30 anos de atuação profissional na área jurídica - como juiz, professor e advogado - já ouvi muitos absurdos. Mas 'estupro culposo' é a primeira vez. Que essa violência contra o Direito não prospere". O Ministro do Supremo Gilmar Mendes declarou: "As cenas da audiência de Mariana Ferrer são estarrecedoras. O sistema de Justiça deve ser instrumento de acolhimento, jamais de tortura e humilhação. Os órgãos de correição devem apurar a responsabilidade dos agentes envolvidos, inclusive daqueles que se omitiram." Gastão da Rosa Filho, o advogado de defesa do réu chamou de fake news o uso do conceito de "estupro culposo" pelo The Intercept Brasil: "Ele foi absolvido porque não foi comprovado aquilo que a Mariana tinha alegado, e não por 'estupro culposo'. Isso aí é uma grande inverdade e fake news." Rodrigo Constantino, então colunista da Gazeta do Povo e do Grupo Record (Correio do Povo e Rádio Guaíba) disse que o termo em questão "não fazia parte da decisão do juiz, e foi o site The Intercept de esquerda que a usou. O juiz decidiu pela absolvição por falta de provas..."
Após a disponibilização do vídeo completo da audiência, das alegações finais da promotoria e da sentença do magistrado, promotor e juiz do caso entraram com um processo contra o portal The Intercepet Brasil, com uma decisão favorável que obrigou judicialmente o jornal a se retratar, editando a matéria onde o termo "estupro culposo" havia sido usado adicionando trechos que deixam explícito que em nenhum momento o termo "estupro culposo" fora utilizado como justificativa para inocentar o réu e reconhecendo que o vídeo da audiência publicado por eles havia sido editado, intencionalmente excluindo-se os momentos onde juiz e promotor intervieram em favor da vítima, com ambas as situações induzindo o público leitor ao erro.

#### Processos de indenização
A jornalista do Intercept que originalmente publicou a matéria, Schirlei Alves, foi condenada no dia 15 de novembro de 2023 pela 5ª Vara Criminal da Comarca de Florianópolis a seis meses de detenção, no regime aberto, além de uma indenização de 400 mil reais por danos morais. Em resposta, o Intercept disse que a sentença "lembra a época da ditadura e é totalmente infundada, repleta de falhas processuais e extremamente desproporcional".
Rudson também processou o cartonista que desenhou uma charge denunciando a situação e o o editor do site Poliarquia, que a veiculou. A charge mostrava uma vítima violentada e abandonada à esquerda, enquanto à direita três homens de costas conversam, com o acusado ao centro, colocando dinheiro no bolso dos outros dois; o homem da esquerda diz: "Estupro culposo é quando não há intenção..." e o da direita completa "... de culpar o estuprador". O juiz Luiz Claudio Broering, do 1º Juizado Especial Cível de Florianópolis, entendeu que a charge era ofensiva à honra do magistrado Rudson por insinuar que ele havia recebido vantagem financeira para dar a sentença absolutória.
O juiz Rudson ainda processaria, em janeiro de 2024, mais de 200 pessoas que utilizaram a hashtag #estuproculposo para manifestar revolta nas redes sociais. Entre os réus estão artistas famosos, como Anitta, Ana Hickmann, Marcos Mion e Ivete Sangalo. A Folha de S.Paulo ressaltou o processo contra a atriz e diretora Mika Lins, que havia postado no Instagram somente a hashtag #estuproculposonaoexiste, sem qualquer menção direta ao juiz ou ao caso Mariana Ferrer; Rudson pedia contra ela indenização de 15 mil reais.
A deputada Luciana Genro, processada em 30 mil reais, disse à Folha que tratava-se de "uma ação orquestrada contra o legítimo direito das pessoas de se manifestarem contra o constrangimento a que Mari Ferrer foi submetida" e que a criminalizar opiniões era uma violação da liberdade de expressão. Por meio de sua advogada, Rudson respondeu que não era a intenção dos processos, e que o ocorrido "não foi um mero engano, pelo contrário, foi uma fake news alavancada propositalmente para que empresas e usuários de mídias sociais lucrassem com a repercussão equivocada da referida vinculação. Por este motivo torpe, foram sacrificadas a honra, imagem, carreira e moral deste magistrado". O portal jurídico Migalhas ressaltou que os processos foram autuados em sua maioria em juizados especiais, nos quais não há sucumbência para o autor caso ele perca a demanda.

## Lei Mariana Ferrer
Em 22 de novembro de 2021, foi sancionada a Lei Federal n.º 14.425, também chamada Lei Mariana Ferrer. A lei foi aprovada pelo Congresso Nacional e sancionada pelo presidente da República Jair Bolsonaro. A lei visa a coibir o desrespeito contra as vítimas ou supostas vítimas, bem como das testemunhas, de modo a alterar dispositivos legais já existentes, a saber: Decretos-Leis n.º 2.848, de 7 de dezembro de 1940 (Código Penal), e n.º 3.689, de 3 de outubro de 1941 (Código de Processo Penal), e a Lei n.º 9.099, de 26 de setembro de 1995 (Lei dos Juizados Especiais Cíveis e Criminais).
A referida lei decorre do Projeto de Lei n.º 5.096 de 2020, de autoria da deputada federal baiana, pelo PSB, Lídice da Mata. Ainda que, no caso Mariana Ferrer, o acusado tenha sido inocentado, considerou-se que, durante a audiência, o advogado de defesa fez "várias menções à vida pessoal de Mariana", inclusive valendo-se de fotografias "íntimas" publicadas em redes sociais. Segundo o projeto de lei, tais atitudes do advogado não constrangeram somente a suposta vítima, mas também "a população", razão pela qual a lei teria a finalidade de "coibir a prática de atos atentatórios à dignidade da vítima e de testemunhas e para estabelecer causa de aumento de pena no crime de coação no curso do processo".
Segundo a alteração ocasionada pela Lei "Mariana Ferrer" no Código de Processo Penal brasileiro, o acrescido art. 400-A afirma que "na audiência de instrução e julgamento, e, em especial, nas que apurem crimes contra a dignidade sexual, todas as partes e demais sujeitos processuais presentes no ato deverão zelar pela integridade física e psicológica da vítima, sob pena de responsabilização civil, penal e administrativa, cabendo ao juiz garantir o cumprimento do disposto neste artigo", proibindo-se "a manifestação sobre circunstâncias ou elementos alheios aos fatos objeto de apuração nos autos" (inciso I) e "a utilização de linguagem, de informações ou de material que ofendam a dignidade da vítima ou de testemunhas" (inciso II), sendo reforçado no mesmo Código, pelo também acrescido art. 474-A.